# Miconia chrysoneura
Miconia chrysoneura är en tvåhjärtbladig växtart som beskrevs av José Jéronimo Triana. Miconia chrysoneura ingår i släktet Miconia och familjen Melastomataceae. Inga underarter finns listade i Catalogue of Life.